# Bộ Công (工)
Bộ Công, bộ thứ 48 có nghĩa là "thợ", "công việc" là 1 trong 31 bộ có 3 nét trong số 214 bộ thủ Khang Hy.
Trong Từ điển Khang Hy có 17 chữ (trong số hơn 40.000) được tìm thấy chứa bộ này.

## Tự hình Bộ Công (工)

Giáp cốt văn
Kim văn
Đại triện
Tiểu triện

## Chữ thuộc Bộ Công (工)
| Số nét bổ sung | Chữ                   |
| -------------- | --------------------- |
| 0              | 工/công/              |
| 2              | 左/tả/ 巧/xảo/ 巨/cự/ |
| 3              | 巩/củng/ 巪           |
| 4              | 巫/vu/                |
| 7              | 差/sai/               |
| 9              | 巯                    |
| 10             | 巰                    |